# Centrum voor Landbouwkundig Onderzoek in Suriname
Het Centrum voor Landbouwkundig Onderzoek in Suriname (CELOS, Celos) is een Surinaams onderzoeksinstituut.
De basis voor het Celos werd op 7 april 1965 gelegd in een overeenkomst tussen de minister van Landbouw, Veeteelt en Visserij en de Landbouwhogeschool Wageningen. Met financiering door de Nederlandse overheid werd het centrum op 16 februari 1967 opgericht met een bestuur dat afkomstig was van de landbouwhogeschool. De opening vond officieel op 21 maart plaats, op de grond van een landsboerderij die op dat moment al de bestemming voor de Universiteit van Suriname had gekregen. Het doel van het centrum was om in Suriname landbouwkundig onderzoek uit te voeren dat ten dienste stond van zowel Nederlandse als Surinaamse studenten. Daarbij is het betrokken bij landbouwinitiatieven in Suriname, zoals bij de Stichting Proeftuinen in Suriname.
Rond 1973 was er een tekort aan wetenschappelijk onderzoekers aan het centrum. Ook in latere tijden is er sprake van een tekort.
Op twee uur rijden van Paramaribo heeft het nog een onderzoeksinstituut in Mapane in het ressort Carolina, Para. Daarnaast is er nog een onderzoekscentrum in Kabovan, richting Apoera in het westen. In 2017 ging Celos een nauwere samenwerking aan met het Amazon Conservation Team Suriname, waarmee het onderzoeksgebied uitgebreid werd van de kustvlakte naar ook de gebieden in Centraal- en Zuid-Suriname.

## Directie
De directeuren van Celos waren:
- Jan Ruinard
- Hans Prade
- Ronald Sweeb
- Rick van Ravenswaay
- Rudi van Kanten
- Sita Silos
- Robert Peneux
- Inez Demon
- Imana Power
- Soedeshchand Jairam